# Франческа да Римини
Франческа да Римини (итал. Francesca da Rimini; 1255—1285) била је ћерка Гвида I да Поленте, лорда Равене. Била је савременица Дантеа Алигијерија, чије је Божанствене комедије лик. У њој се Франческа налази у другом кругу пакла, у којем су људи обузети похотом. У историји, пак, позната је и под девојачким именом Франческа да Полента (итал. da Polenta).

## Живот и смрт
Тачни датум рођења Франческе од Риминија није познат, али се зна да је то било 1255. године. Ћерка је Гвида I да Поленте, лорда италијанског града Равене из племићке породице Полента. Године 1275, када је имала двадесет година, удала се за храброг, али физички ограниченог Ђованија Малатесту (такође познатог као Ђанчото; Јован Хроми), сина Малатесте да Верукија, лорда Риминија. Брак је био династички (склопљен из политичког интереса). Гвидо је дуго година био у рату са породицом Малатеста, а брак његове ћерке и сина противника значио је утврђење нагодбе склопљене нешто раније између две породице. Међутим, током свог боравка у Риминију, Франческа се заљубила у Ђованијевог млађег брата Паола. Мада је Паоло такође био у браку, њихова афера трајала је приближно десет година, док их Ђовани није открио између 1283. и 1286. године (приближно се узима за 1285) и убио их на лицу места.
У почетку, прича о Франчески била је заснована на Дантеовој представи њене судбине у Паклу. Међутим, како се још хуманиста одлучило да опише њену судбину, у причу су убрзо убачени интригантни елементи. Водећи међу заинтересованима за разрадњу фабуле дате у Божанственој комедији Дантеа Алигијерија био је Ђовани Бокачо, што је и учинио у својој критици овог дела названој Излагање о Дантеовој „Комедији“ (итал. Esposizioni sopra la Comedia di Dante). У њој, Бокачо тврди да је Франческа у брак са Ђованијем уведена на превару и да је за то послужио Паоло. Њен отац Гвидо, знајући да Франческа неће желети да се уда за физички онеспособљеног Ђованија, рекао јој је да је шаље у Римини да би се удала за умногоме згоднијег Паола. Наводно је тек ујутро након венчања сазнала да је преварена. Међутим, овај ток догађаја је највероватније измишљен, јер је мала могућност да Франческа није знала ко су Ђовани и Паоло, као и да је Паоло већ ожењен, узимајући у обзир то да су две породице нешто раније склопиле мировни споразум. Сем тога, Бокачо је рођен 1313, око 27 година после смрти љубавника. Док су многи после Бокача поновили ову верзију догађаја, нико пре њега није поменуо ништа слично.

## ДантеовПакао
У првом делу Божанствене комедије, душа римског песника Вергилија проводи Дантеа кроз пакао, подељен на предворје и девет кругова, док се на дну налази Луцифер. Љубавнике Франческу и Паола њих двојица срећу у другом кругу, намењеном људима обузетим похотом, сладострасницима, љубавницима (пето певање). Иронично, они се налазе у вечном вртлогу, који их непреснано захвата и држи на исти начин на који их је захватила страст.
Након што прође поред Семирамиде, Дидоне, Клеопатре, Ахила, Јелене, Париса, Тристана и Изолде, Алигијерију посебно за око западају Франческа и Паоло, они у загрљају, које, како се чини, ветар носи лако. Он их дозива, а вихор их поставља испред њега. У разоговру са Франческом, Данте сазнаје детаље њеног живота, које очигледно већ зна (првобитно јој се обраћа именом). Пита је за разлог који их је довео до овог проклетства. Као главни разлог она наводи љубавну књигу о витезу Ланселоту (сводник је књига и њен писац био: већ не читасмо даље тога дана). Њена прича веома погађа Дантеа, који се из сажаљења онесвестио.
Познати италијански књижевни критичар Франческо де Санктис у својој књизи Storia della letteratura italiana из 1870. наводи епизоду о Паолу и Франчески као једну од најпознатијих из Пакла. Она показује ново, хуманистичко поимање човека и људске судбине. Паклена олуја реципрочна је казна грешној љубави. За разлику од личности из далеке историје, тада савремени љубавници једини су индивидуализовани, дакле, немају улогу алегоријског отеловљења страсти. Њихова љубав представљена је као трагична и са саучешћем, не као грешна, према верској догми. Отворени начин откривања свог личног доживљаја властите судбине, према Де Санктису, Франческу чини првом женом модерног света. Њена прича ослобођена је хришћанског морализма, а ова епизода се у међународној књижевности сматра једном од најпоетичнијих.

## Инспирација
Од деветнаестог века, прича о Франчески и Паоло створила је многе позоришне, оперске и симфонијске адаптације.

### Књижевност
- Данте Алигијери, La Divina Commedia. (Inferno, певање пето), (1308–1321)
- Џејмс Хенри Ли Хант, The Story of Rimini (1816).

### Позориште
- Силвио Пелико, Francesca da Rimini. (1818). Трагедија.
- Феличано Стрепони, Francesca da Rimini. Опера; Падова, (1823).
- Паоло Карлини, Francesca da Rimini. Опера; Напуљ,(1825).

- Саверио Меркаданте, Francesca da Rimini. Опера; Мадрид, (1828).
- Гаетано Киличи, Francesca da Rimini. Опера; Лука, (1829).
- Пјетро Ђенерали, Francesca da Rimini. Опера; Венеција, (1829).
- Ђузепе Страфа, Francesca da Rimini. Опера; Напуљ, (1831).
- Фурније-Горе, Francesca da Rimini. Опера; Ливорно, (1832).
- Франческо Морлаки, Francesca da Rimini. Опера (1836).
- Антонио Тамбурини, Francesca da Rimini. Опера; Римини, (1836).
- Емануеле Боргата, Francesca da Rimini. Опера; Женева, (1837).
- Ђоакино Маљони, Francesca da Rimini. Опера; Женева, (1840).
- Еугене Нордал, Francesca da Rimini. Опера; Линц, (1840)
- Салваторе Папарладо, Francesca da Rimini. Опера; Женева, (1840).
- Џорџ Хенри Бокер, Francesca da Rimini. Представа. (1853).
- Јан Неруда, Francesca di Rimini. Представа. (1860).
- Габријеле Д'Анунцио, Francesca da Rimini. Трагедија (1901).
- Стивен Филипс, Paolo and Francesca. Представа (1902).
- Франсис Марио Крофорд, Francesca da Rimini. Представа. (1902).
- Марсел Швоб, Francesca da Rimini. Представа (1903).
- Сергеј Рахмањинов, Francesca da Rimini. Опера (1906).
- Луиђи Манчинели, Francesca da Rimini. Опера у једном чину, (1907).
- Емил Абрањи, Paolo és Francesca. Опера (1912).
- Франко Леони, Francesca da Rimini. Опера (1914).
- Примо Ричители, Francesca da Rimini. Опера (1914).
- Рикардо Зандонаи, Francesca da Rimini. Опера (1914).
- Нино Берини, Francesca da Rimini. Представа (1924).

### Музика
- Ђоакино Росини, Francesca da Rimini (1848).
- Петар Иљич Чајковски, Francesca da Rimini. Симфонијска поема. (1876).
- Артур Фут, Francesca da Rimini, Симфонијски пролог. (1890).
- Антонио Бацини, Francesca da Rimini. Симфонијска поема. (1889/90).
- Паул фон Кленау, Francesca da Rimini. Симфонијска поема. (1913).
- Олга Горели, Paolo e Francesca са албума 20th Century Chamber Music for the Home (2000).
- Медивал бејбс, The Circle Of The Lustful са албума The Rose (2002).

### Уметност
- Јозеф Антон Кох, Paolo and Francesca Surprised by Gianciotto (1805–10). Акварел, Копенхаген.
- Мари-Филип Купин де ла Купери, The Tragic Love of Francesca da Rimini (1812). Уље на платну, Аренберг.
- Жан-Огист-Доминик Ингрес, Paolo and Francesca (1819). Уље на платну, Ангер.
- Ари Шефер, Francesca da Rimini and Paolo Malatesta appraised by Dante and Virgil (1835). Уље на платну, Лондон.
- Ари Шефер, Francesca da Rimini and Paolo Malatesta appraised by Dante and Virgil (1855). Уље на платну, Париз.
- Гистав Доре, Francesca da Rimini (илустрација Дантеовог Пакла, 1857).
- Александар Кабанел, The Death of Francesca da Rimini and Paolo Malatesta (1870). Уље на платну, Париз.
- Џорџ Фредерик Вотс, Paolo and Francesca. (1872—1884). Уље на платну.
- Огист Родин, The Kiss. (1888). Мермерна статуа, Париз.

- Родинов Пољубац (1888) првобитно је назван Франческа да Римини
- Јозеф Антон Кох, Паола и Франческу изненађује Ђанчото (1805-10)
- Александар Кабанел, Смрт Франческе да Римини и Паола Малатесте (1870)